# Simon Caplan
Simpon Caplan (hebr. שמעון קפלן) (ur. 1924 w Polsce, zm. 2017 w Izraelu) – izraelski malarz pochodzenia polskiego.

## Życiorys
Urodził się w Polsce jako Symcha Kapłan, mając rok wyjechał z rodzicami do Francji. W wieku 12 lat rozpoczął naukę rysunku i malarstwa klasycznego w Paryżu, po inwazji Niemiec na Francję razem z rodziną przeniósł się na południe kraju. W 1941 opuścili Francję i przez Portugalię dotarli do Brazylii, gdzie kontynuował studia na Akademii Sztuk Pięknych w Rio de Janeiro i utrzymywał się z malowania portretów. Poznał tam pochodząca z Polski Paulę Łowicz, która przebywała w Brazylii od 1934. Oboje należeli do żydowskiego ruchu młodzieżowego Dror, w 1948 wyemigrowali do Izraela z pierwszą grupą pionierów, początkowo mieszkali w kibucu Mefallesim. W 1952 należeli do grupy założycieli kibucu Beror Chajil, Caplan był tam pasterzem, ale nie mógł się realizować jako artysta. W 1956 razem z żoną opuścił kibuc i kupił farmę Victora Buchwalda na północ od Riszponu i założył tam pierwszą pracownię. Ponieważ praca na roli zajmowała mu większość czasu zgłosił się do władz moszawu, które pozwoliły jego żonie pracować w sklepie, a jemu zajmować się sztuką. Otrzymali działkę budowlaną dla pracowników służby publicznej, gdzie zbudowali unikatowo zaprojektowany dom z pracownią malarską, do którego wprowadzili się w 1962. Już w moszawie był znany jako malarz, tworzył portrety mieszkańców, szczególnie podczas Purim, początkowo były to rysunki węglem, później zaczął używać farb olejnych. Po zamieszkaniu w Riszponie poświęcił cały swój czas malarstwu, tworzył głównie w pracowni. Simon Caplan prezentował swoje obrazy na wystawach zbiorowych i indywidualnych, a jednocześnie nadal wnosił swój talent malarski do życia moszawu tworząc scenografię do przedstawień i spektakli. Oprócz swojego głównego zajęcia był jednym z pierwszych w Riszponie, który dostrzegł znaczenie wizerunku moszawu. Osobiście zajmował się ogrodnictwem, projektował i uczestniczył w urządzaniu zieleni w miejscach publicznych. Podczas wojny sześciodniowej walczył w sektorze Jerozolimy.
Twórczość Simona Caplana obejmuje malarstwo portretowe oraz realistyczne sceny rodzajowe w tym krajobrazy i pejzaże. Obrazy i grafiki z pierwszego okresu twórczości były tworzone ołówkiem lub węglem, natomiast po 1962 jako zawodowy malarz posługiwał się techniką olejną. Krytycy doceniają jego portrety jako udokumentowanie życia osadników, którzy tworzyli nowe państwo Izrael.